# تمارا دي ليمبيكا

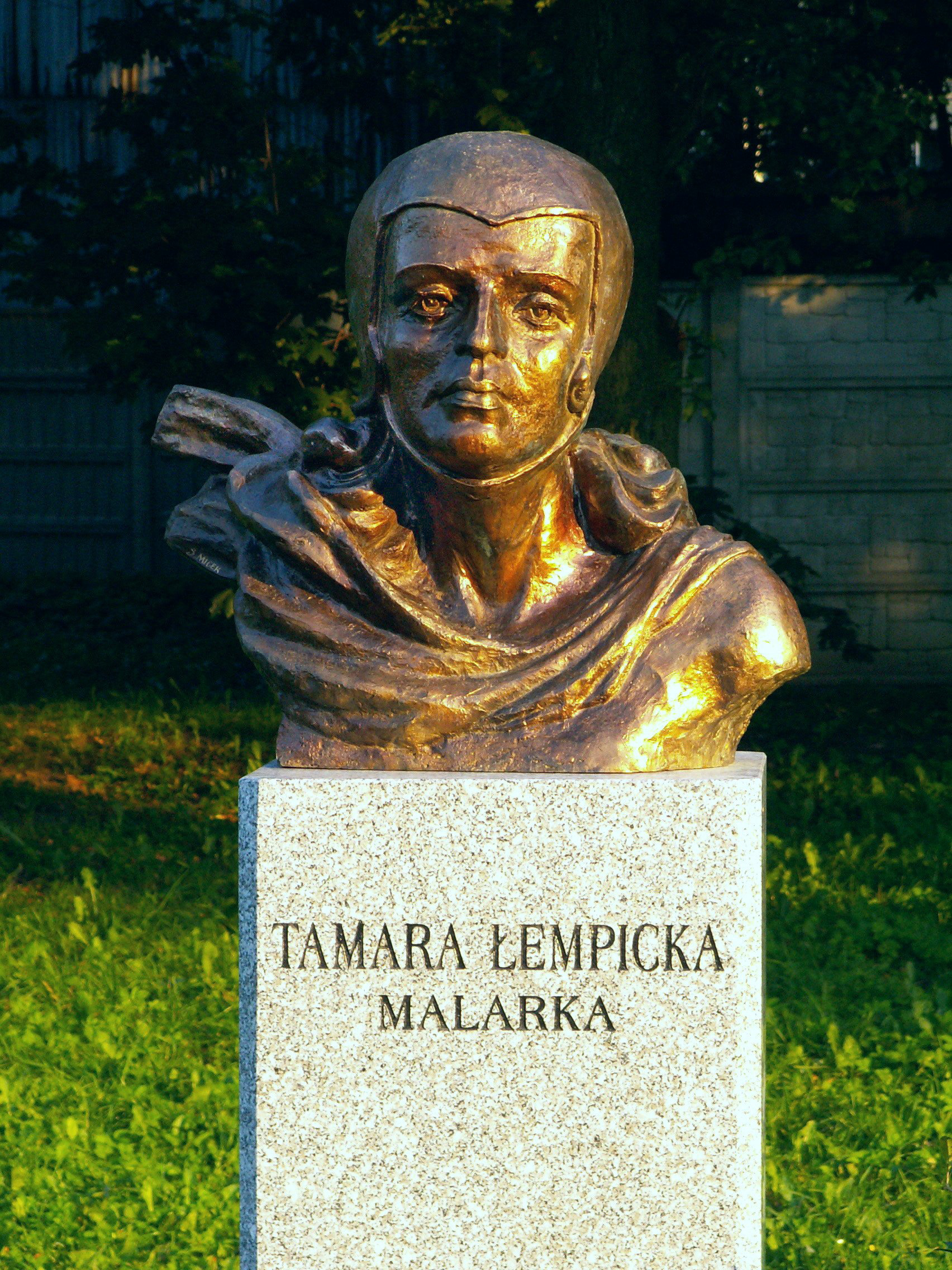
تمارا دي ليمبيكا

تمارا دي ليمبيكا (Tamara de Lempicka) ، هو لقب تمارا روزاليا كورسكا كورويك (وارسو ، 16 مايو 1894 - 18 مارس 1980) هي رسامة بولندية تنتمي إلى تيار الفن ديكو (Art Deco).

## وصلات خارجية
- تمارا دي ليمبيكا على موقع ديسكوغز (الإنجليزية)

- فيديو لاعمال تمارا على يوتيوب